# Mongolia ai XXIII Giochi olimpici invernali
La Mongolia ha partecipato ai XXIII Giochi olimpici invernali, che si sono svolti dal 9 al 28 febbraio 2018 a PyeongChang, in Corea del Sud, con una delegazione composta da due atleti: il fondista Achbadrakh Batmunkh (che è stato anche il portabandiera) e la fondista Otgontsetseg Chinbat.